# Міжнародні договори України
Міжнаро́дні догово́ри Украї́ни — сукупність договорів, укладених у письмовій формі Україною з іноземною державою або іншим суб'єктом міжнародного права, незалежно від того, міститься договір в одному чи декількох пов'язаних між собою документах, і незалежно від його конкретного найменування (договір, угода, конвенція, пакт, протокол тощо).
Міжнародні договори України укладаються з метою належного забезпечення національних інтересів, здійснення цілей, завдань і принципів зовнішньої політики України.
Чинні міжнародні договори, згода на обов'язковість яких надана Верховною Радою України, є частиною національного законодавства України.
Укладення міжнародних договорів, які суперечать Конституції України, можливе лише після внесення відповідних змін до Конституції України (стаття 9 Конституції України).
Закон України «Про міжнародні договори України» встановлює порядок укладення, виконання та припинення дії міжнародних договорів України.
На наднаціональному рівні питання укладення і дії міжнародних договорів регулюються Віденською конвенцією про право міжнародних договорів 1969 року (чинною для України з 1986 р.)

## Історія питання
Проголосивши 16 липня 1990 року державний суверенітет, Українська РСР набула статусу суб'єкта міжнародного права, який здійснює безпосередні зносини з іншими державами, укладає з ними договори, виступає рівноправним учасником міжнародного спілкування.
Після проголошення незалежності України постало питання про дію міжнародних договорів, ратифікованих за часів СРСР, на території України. Тому 10 грудня 1991 року був прийнятий Закон «Про дію міжнародних договорів на території України», який установив, що укладені і належним чином ратифіковані Україною міжнародні договори становлять невід'ємну частину національного законодавства України і застосовуються у порядку, передбаченому для норм національного законодавства.
Основні напрями зовнішньої політики України, схвалені Постановою Верховної Ради України 2 липня 1993 року, містили два важливих положення щодо міжнародних договорів: по-перше, Україна беззастережно дотримується принципу сумлінного виконання всіх своїх міжнародних зобов'язань і вважає належним чином ратифіковані договори частиною свого внутрішнього права; по-друге, першочерговим завданням проголошено укладання повномасштабних договорів про добросусідство і співробітництво з усіма прикордонними державами з метою остаточного підтвердження існуючих державних кордонів, створення атмосфери взаємної довіри і поваги, розбудови дружніх і взаємовигідних партнерських відносин у всіх галузях.
Закон України «Про міжнародні договори України» від 22 грудня 1993 року вперше комплексно врегулював питання укладення, виконання і денонсації міжнародних договорів України. Він розділив усі договори на міждержавні, міжурядові і міжвідомчі, незалежно від їх форми і найменування. Уперше передбачена функція конституційного контролю за міжнародними договорами — перед ратифікацією тексти договорів можуть надсилатися до Конституційного Суду України для отримання висновку про їх відповідність Конституції України.
На його виконання Урядом В. Масола 17 червня 1994 р. було затверджене Положення про порядок укладення, виконання та денонсації міжнародних договорів України міжвідомчого характеру
Прийнята 28 червня 1996 року на п'ятій сесії Верховної Ради України II скликання Конституція України встановила, що чинні міжнародні договори, згода на обов'язковість яких надана Верховною Радою України, є частиною національного законодавства України. Укладення міжнародних договорів, які суперечать Конституції України, можливе лише після внесення відповідних змін до Конституції України. Таким чином, закріплений невеликий пріоритет міжнародного права над внутрішнім. Конституційний Суд України наділений повноваженням давати висновки про відповідність Конституції України чинних міжнародних договорів України або тих міжнародних договорів, що вносяться до Верховної Ради України.
29 червня 2004 року була прийнята сучасна редакція Закону України «Про міжнародні договори України».

### Статистика[8]
- Найстарішим міжнародним документом, до якого приєдналася Україна, є Паризька конвенція про охорону промислової власності від 20 березня 1883 року (ратифікована СРСР 1 липня 1965 року, опублікована у Зібранні чинних міжнародних договорів України, 1990 р., № 1, стор. 320)[9].
- Найбільше міжнародних договорів Україною укладено з Співдружністю Незалежних Держав (2736), а серед держав — з Російською Федерацією (1042).
- Всього Україна мала за весь час міжнародно-договірні відносини з 91 міжнародною організацією та 186 країнами світу.
- Розподіл за видавниками:

| №  | Суб'єкт укладення (підписант)                                                                  | Кількість   |
| -- | ---------------------------------------------------------------------------------------------- | ----------- |
| 1  | Кабінет Міністрів України                                                                      | 1699        |
| 2  | Міністерство оборони України                                                                   | 209         |
| 3  | Міністерство закордонних справ України                                                         | 155         |
| 4  | Державний митний комітет України (1991-1996), Державна митна служба України (1996) (1996-2012) | 139 (45+94) |
| 5  | Національний банк України                                                                      | 65          |
| 6  | Міністерство внутрішніх справ України                                                          | 63          |
| 7  | Міністерство юстиції України                                                                   | 50          |
| 8  | Генеральна прокуратура України                                                                 | 50          |
| 9  | Міністерство охорони здоров'я України                                                          | 44          |
| 10 | Адміністрація Державної прикордонної служби України                                            | 44          |
|    | Решта (190)                                                                                    | 1166        |

- Розподіл за роками прийняття (до графіку входять не всі підписані договори, а лише ті, що набрали чинності для України):

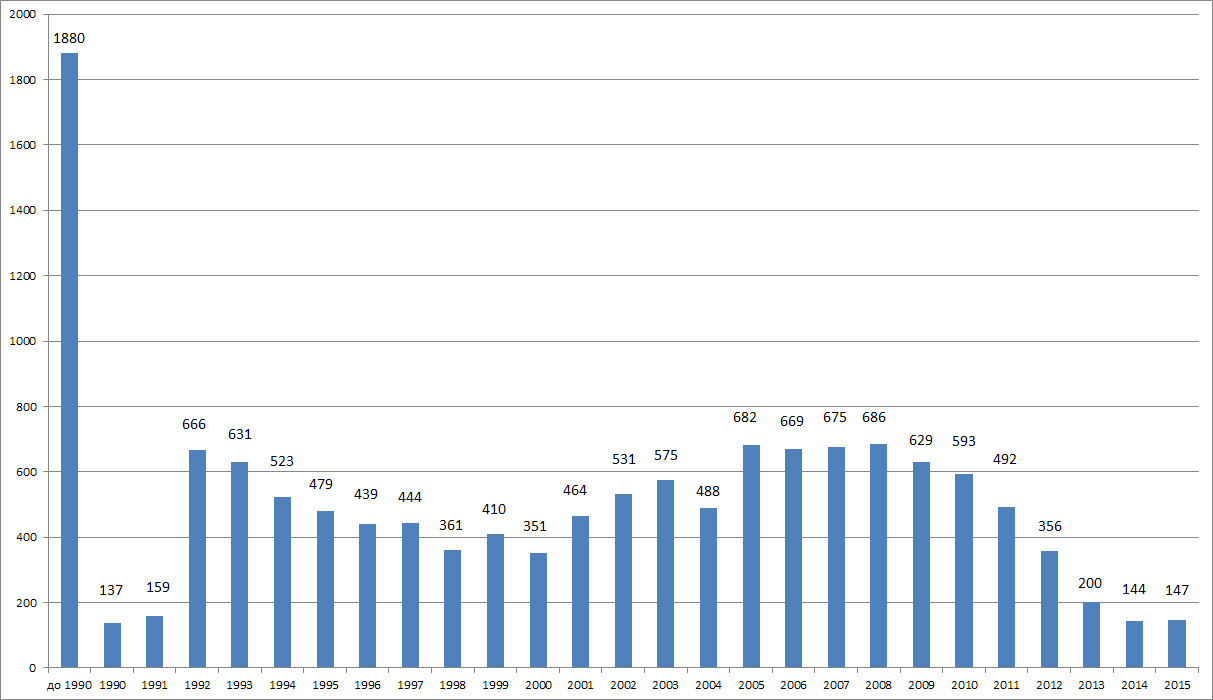

## Види міжнародних договорів України
1. За значенням: міждержавні (від імені України), міжурядові (від імені Уряду України) і міжвідомчі (від імені міністерств, інших центральних органів виконавчої влади, державних органів).
2. За назвою — договір, угода, конвенція, пакт, протокол, декларація, комюніке, меморандум, хартія, модельний закон тощо.
3. За стороною: укладені Президентом України або за його дорученням; Кабінетом Міністрів України або за його дорученням; центральними органами виконавчої влади, іншими державними органами (у тому числі судової влади).
4. За кількістю підписантів — двосторонні і багатосторонні.
5. За своїм змістом:

а) політичні, мирні, територіальні і такі, що стосуються державних кордонів, розмежування виключної (морської) економічної зони і континентального шельфу України;
б) що стосуються прав, свобод та обов'язків людини і громадянина;
в) про участь України в міждержавних союзах та інших міждержавних об'єднаннях (організаціях), системах колективної безпеки;
г) про військову допомогу та направлення підрозділів Збройних Сил України до інших держав чи допуску підрозділів збройних сил іноземних держав на територію України, умови їх тимчасового перебування, включаючи терміни виведення, фінансово-економічні, екологічні та інші наслідки і компенсації;
ґ) про використання території та природних ресурсів України;
д) яким за згодою сторін надається міждержавний характер;
е) з економічних, торговельних, науково-технічних, гуманітарних та інших питань, віднесених до відання суб'єкта укладення.

## Процедура укладення міжнародних договорів України
Укладення міжнародних договорів України містить такі стадії (* — факультативні):
1. Внесення пропозиції щодо укладення договору
2. Проведення переговорів щодо договору
3. Надання згоди України на обов'язковість для неї міжнародного договору (шляхом підписання, ратифікації, затвердження, прийняття договору, приєднання до договору)
4. Вчинення заяв та застережень України до договору*
5. Обмін ратифікаційними грамотами або затвердження договору, який не підлягає ратифікації
6. Набрання чинності договором для України.

Президент України, Прем'єр-міністр України і Міністр закордонних справ України мають право вести переговори і підписувати міжнародні договори України без спеціальних повноважень.
Ратифікація міжнародних договорів України здійснюється шляхом прийняття закону про ратифікацію, невід'ємною частиною якого є текст міжнародного договору.

## Дія і припинення дії міжнародних договорів України
Чинні міжнародні договори України підлягають сумлінному дотриманню Україною відповідно до норм міжнародного права. Згідно з принципом сумлінного дотримання міжнародних договорів Україна виступає за те, щоб й інші сторони міжнародних договорів України неухильно виконували свої зобов'язання за цими договорами.
Загальний нагляд за виконанням міжнародних договорів України, в тому числі й іншими їх сторонами, здійснює Міністерство закордонних справ України.
Офіційний переклад багатосторонніх міжнародних договорів України на українську мову здійснює МЗС в порядку, встановленому Кабінетом Міністрів України. Чинні міжнародні договори України публікуються українською мовою в «Зібранні діючих міжнародних договорів України» та інших офіційних друкованих виданнях України.
Реєстрація чинних міжнародних договорів України проводиться у Секретаріаті Організації Об'єднаних Націй та МЗС України.
Припинення дії міжнародного договору — це втрата міжнародним договором своєї сили за умов, визначених самим міжнародним договором, або за вольовим рішенням сторін (денонсація, вихід з договору). Від припинення слід відрізняти зупинення дії — перерву дії міжнародного договору протягом певного проміжку часу.